# Mathilde von Mevissen

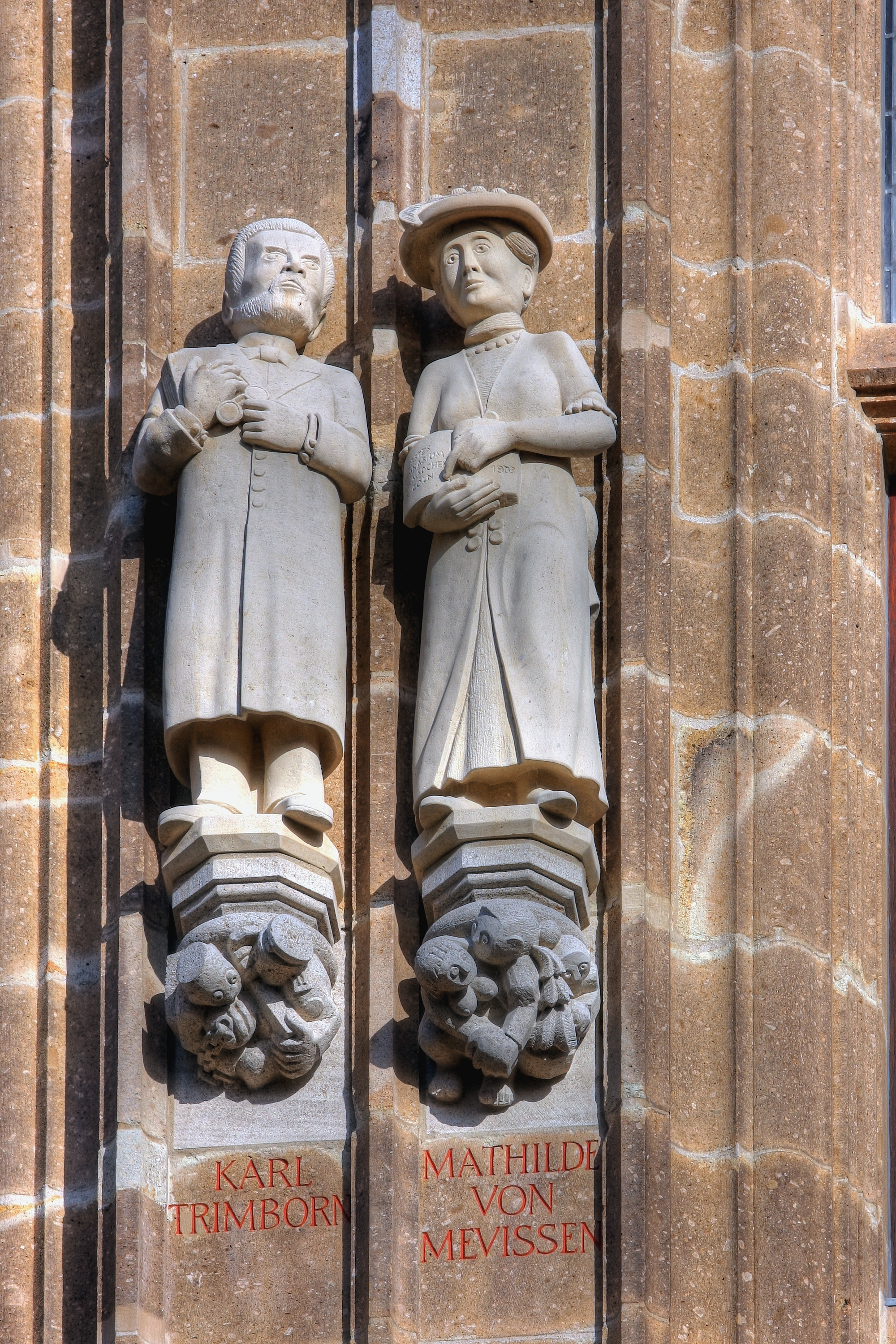
Skulptur der Mathilde von Mevissen (rechts, neben Karl Trimborn) am Kölner Ratsturm

Mathilde von Mevissen (* 30. Juli 1848 in Köln; † 19. März 1924 ebd.) war eine deutsche Frauenrechtlerin und Bildungspolitikerin. Sie war Gründungsmitglied und treibende Kraft des Vereins Mädchengymnasium, der 1903 das erste unverkürzte Gymnasium für Mädchen in Köln und ganz Preußen eröffnete und sich für gleichberechtigte Frauenhochschulbildung einsetzte. Unter den 124 für die Geschichte Kölns bedeutsamen Personen, die durch Skulpturen am Kölner Rathausturm geehrt wurden, ist Mevissen eine der dreizehn Frauen.

## Leben

### Familie und Kindheit
Mathilde von Mevissen war die zweite von fünf Töchtern des liberalen Politikers und Unternehmers Gustav von Mevissen und seiner Frau Elisabeth, geborene Leiden. Elisabeth von Mevissen starb nach der Geburt der fünften Tochter im Jahr 1857 und Gustav von Mevissen heiratete drei Jahre später ihre Schwester Therese; die zweite Ehe blieb kinderlos.
Gustav von Mevissen engagierte sich politisch und beruflich bis zur Grenze seiner Belastbarkeit; dennoch legte er Wert auf ein geregeltes Familienleben, unternahm Reisen und unterhielt ein reges gesellschaftliches Leben. Seine Tochter beschrieb ihre Kindheit als „vornehm und herrschaftlich, aber ohne banalen Luxus“ Obwohl geistige Freiheit und klassenlose Teilhabe an „wahrhaft menschlicher“ Bildung für Mevissen einen hohen Stellenwert hatten, legte er bei seinen Töchtern den Bildungsfokus ausschließlich auf die „sittliche Erziehung“ innerhalb der Familie anstelle von intellektueller Bildung, womit er im gesellschaftlichen Zeitgeist lag. In ganz Köln gab es 1861 zwar 13 Mädchenschulen für „Höhere Töchter“, in denen jedoch insgesamt nur rund 950 Schülerinnen unterrichtet wurden.  Mathilde und ihre Schwestern erhielten also wie viele ihrer Altersgenossinnen streng kontrollierten häuslichen Privatunterricht, der die Mädchen auf ihre Rolle als Ehefrauen und Mütter vorbereiten sollte.
Obwohl Mathilde von Mevissen in der Rückschau auf ihre Kindheit ihrem Vater Sorgfalt bei der Auswahl besonders guter Privatlehrer bescheinigte, genügten die vermittelten Inhalte nicht ihrem früh erwachten Wissensdurst und intellektuellen Interessen. Gustav von Mevissen verweigerte jedoch nicht nur eine externe Schulbildung, sondern kontrollierte auch strengstens Lektüre, Schriftverkehr und den gesellschaftlichen Umgang der Töchter. So war Mathilde der Zugang zur umfangreichen Bibliothek des Vaters untersagt – ein Verbot, dem sie sich jedoch heimlich widersetzte.

### Leben als „Höhere Tochter“
Mathilde von Mevissen blieb, wie ihre Schwester Melanie, unverheiratet und wohnte auch als Erwachsene im Elternhaus. Damit erhielt sie trotz Volljährigkeit keine eigene Geschäftsfähigkeit, sondern blieb sowohl unterhaltsberechtigt als auch der väterlichen Gewalt unterstellt. Ihr Umgang wurde bis weit in die Lebensmitte streng reglementiert, sie hatte keinerlei eigene Geldmittel und durfte ohne Begleitung nicht das Haus verlassen. Auch Post und Lektüre wurden weiterhin kontrolliert. Mathilde von Mevissen lebte entsprechend der großbürgerlichen Konventionen ihrer Zeit; dazu gehörten Reisen sowie die Organisation von Gesellschaften und Festen. In einem Nachruf wird ihr Leben als „grenzenlos einsam und zur Untätigkeit verbannt“ und „stille Qual“ beschrieben.
Offenbar entwickelte sich seit 1882 ein stärker von Verantwortung geprägtes Verhältnis zwischen Vater und Tochter; Mathilde von Mevissen übernahm Sekretariatsaufgaben für den Vater, führte die Bücher und verwaltete dessen umfangreiche Bibliothek.

### Engagement in der Frauenbildung

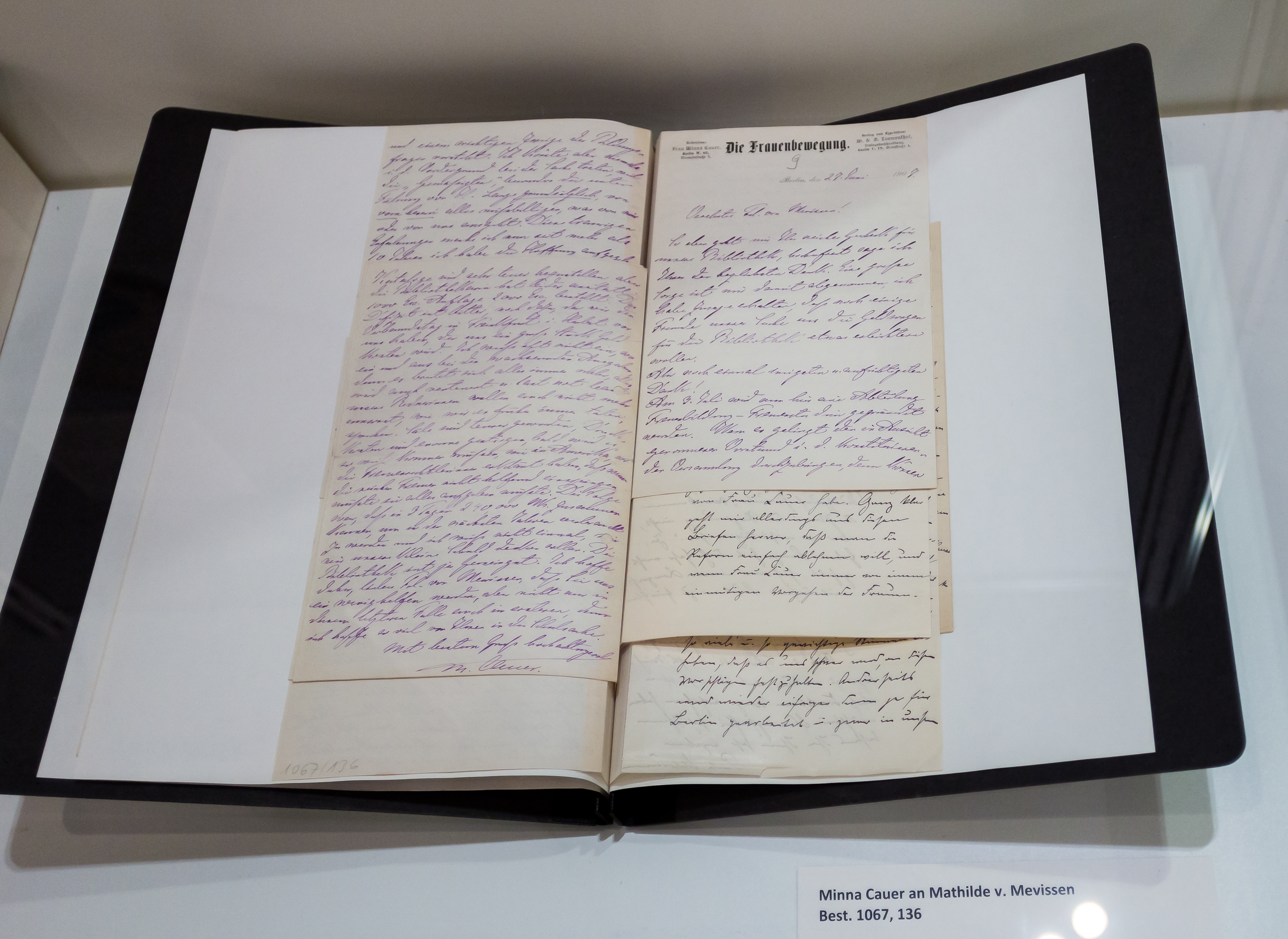
Brief von Minna Cauer an Mathilde von Mevissen vom 27. Juni 1907

Spätestens seit Beginn der 1890er Jahre interessierte sich Mathilde von Mevissen für die aufkommende Frauenfrage. Ein Vortrag von Helene Lange in Köln war schließlich der Anlass, gemeinsam mit ihrer ebenfalls ledigen Freundin Elisabeth von Mumm den Kölner Frauenfortbildungsverein und eine Handelsschule für Mädchen zu gründen. Diese Gründung gilt als Anfang der Kölner Frauenbewegung. Die enge Freundschaft mit der jüngeren Elsbeth Krukenberg-Conze erweiterte darüber hinaus Mevissens geistigen und politischen Horizont.
Nach dem Tod von Gustav von Mevissen 1899 und seiner zweiten Ehefrau 1901 begann für Mathilde von Mevissen ein selbstbestimmtes Leben, das sie von da an fast ausschließlich dem Einsatz für eine bessere Mädchenbildung widmete. So arbeitete sie gemeinsam mit Freundinnen in einer Rechtsschutzstelle für Frauen. Bereits seit 1897 wirkte sie maßgeblich an der Gründung des Vereins Mädchengymnasium mit, der sich für eine vollständige Gymnasialbildung für Mädchen einsetzte und am 14. Januar 1899 offiziell gegründet wurde. Hatten die Frauen mit dem Kölner Frauenfortbildungsverein noch Unterstützung bei den örtlichen liberalen Persönlichkeiten erfahren, so hatten sie mit der Forderung nach Gymnasialbildung mit deutlich mehr Schwierigkeiten zu kämpfen. So ist ein Zitat aus einem Brief Mevissens an einen Mitstreiter überliefert:

„Schade, daß Sie das Entsetzen von Herrn Dr. Neven DuMont nicht miterlebt haben, als das Wort Mädchengymnasium fiel. Nein, niemals, das ist für mich ganz ausgeschlossen“

Trotz aller Widerstände und mehrerer Ablehnungsbescheide seitens des Kultusministeriums gewann die Bewegung hinreichend ideelle und vor allem finanzielle Unterstützer, nicht zuletzt Mathilde von Mevissen selbst, die einen nicht unwesentlichen Teil ihres Vermögens gestiftet und auch die Räume der Schule angemietet hatte. 1903 wurde das private Cölner Mädchengymnasium am Standort Apostelnkloster 5 mit 18 Schülerinnen eröffnet.

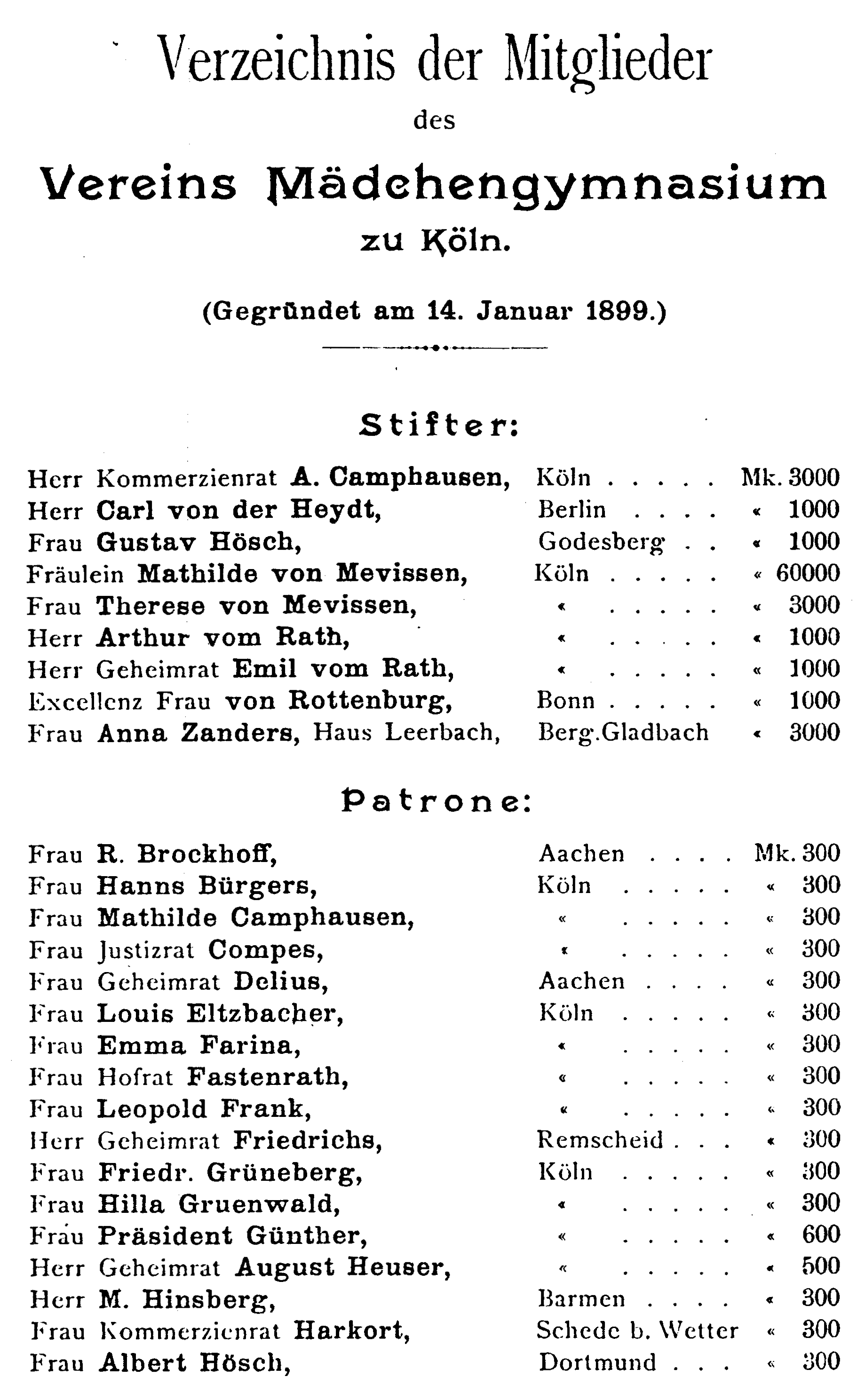
Mitgliederverzeichnis des Vereins Mädchengymnasium von 1903

Im Schuljahr 1908/1909 wurden bereits 127 Schülerinnen am Kölner Mädchengymnasium unterrichtet; wegen einer Änderung der preußischen Statuten für die Höhere Mädchenschulbildung 1908 wurde die Lehranstalt in diesem Schuljahr von der Stadt Köln übernommen, als vollwertiges Mädchengymnasium ausgebaut und 1922 aus verwaltungstechnischen Gründen mit dem Merlo-Lyzeum zur Merlo-Mevissen-Schule vereinigt. Die Schule wurde 1934, nachdem die Nationalsozialisten die Macht übernommen hatten, aufgelöst.
Der Verein Mädchengymnasium widmete sich ab dieser Zeit dem nächsten Schritt: der Hochschulbildung für Frauen. Eine Umbenennung in Verein Frauenstudium war die Folge. Erst seit 1908 war Frauen das Studium in Preußen gesetzlich erlaubt, weshalb sie an Universitäten noch bestenfalls als Kuriosum galten. Diskriminierung und die hohen Kosten eines Studiums machten die Aufnahme eines Studiums für viele junge Frauen schwierig bis unmöglich. Mathilde von Mevissen engagierte sich auch hier nicht nur politisch-ideell, sondern durch konkrete Vergabe von Stipendien.
Neben den neugegründeten Mädchenbildungseinrichtungen unterstützte Mathilde von Mevissen auch die Neugründung der Universität zu Köln 1919 und den Zugang von Frauen zu ihr. Eine ihrer konstituierenden Vorgängereinrichtungen, die Handelshochschule Köln, ging auf eine Initiative ihres Vaters zurück.
Politisch setzte sich Mevissen neben der Bildungsfrage vor allem für das Frauenstimmrecht ein, geprägt durch ihre großbürgerliche Erziehung und wurde Vorstandsmitglied der Kölner Nationalliberalen. Während des Ersten Weltkrieges engagierte sie sich in der Nationalen Frauengemeinschaft und stiftete gemeinsam mit ihrer Schwester Melanie einen Lazarettzug.

### Tod und Nachwirkung
Im Alter von 75 Jahren starb Mathilde von Mevissen am 19. März 1924; sie wurde in der Familiengruft auf dem Melaten-Friedhof beigesetzt. An ihrem Lebensende war sie eine der bekanntesten Personen im Rheinland. In einer großen Gedenkveranstaltung im Gürzenich im Oktober darauf wurde ihr Andenken von den Kölner Frauenvereinen in Reden und besonders dem Nachruf von Li Eckert geehrt, die das hohe Ansehen, das sich Mathilde von Mevissen erarbeitet hatte, deutlich machen. 
1923 war Mathilde von Mevissen zur Ehrenbürgerin der Universität zu Köln ernannt worden. Auf eine Anregung Mathilde von Mevissens ging das Hochschulfest zurück, das damals bereits „Mevissentag“ genannt und nach der Neugründung der Universität (Mai 1919) alljährlich am 24. Mai als Gründungsfest gefeiert wurde.
Als die Stadt Köln 1990 das Figurenprogramm für den Rathausturm neu konzipierte, waren unter den 124 Personen (darunter Gustav von Mevissen) nur fünf Frauen. Erst nach Protesten der Grünen Abgeordneten Gundi Haep und der Historikerin Irene Franken wurde die Anzahl der Frauen auf 18 erhöht, darunter war durch Ratsbeschluss 30. Oktober 1990 auch die Skulptur Mathilde von Mevissens, die der Bildhauer Sepp Hürten gestaltete.
Im Sommer 2005 benannte sich die älteste Grundschule im Stadtteil Nippes zu Ehren der Frauenrechtlerin in Mathilde-von-Mevissen-Grundschule um. Die Schule führt die Vorkriegstradition der Kölner Universität weiter und veranstaltet jedes Jahr den „Mathilde-von-Mevissen-Tag“.